# ديفيد توماس (لاعب كريكت)
ديفيد توماس (25 نوفمبر 1911 في المملكة المتحدة - 19 سبتمبر 2001 في المملكة المتحدة) (بالإنجليزية: David Thomas)‏ هو لاعب كريكت بريطاني وبريطاني (وحمل سابقاً جنسية المملكة المتحدة لبريطانيا العظمى وأيرلندا). لعب مع نادي مقاطعة غلاموركن للكريكت ‏.